# Constantin Gâlcă
Constantin Gâlcă (Bukarest, 1972. március 8. –) román válogatott labdarúgó, edző. 2023 óta a lengyel Radomiak vezetőedzője.

## Pályafutása

### Klubcsapatokban
Bukarestben született. 16 éves korában kezdett el futballozni az akkor harmadosztályú Progresul Bucureștiben. Egy évvel később a román első osztályban szereplő Argeș Piteștihez került, ahol a szezon utolsó négy mérkőzésén kapott szerepet. A következő idényben már 31 találkozón játszott, melyeken két gólt szerzett. Eközben meghívták a román U21-es válogatottba is. 1991-ben a legismertebb román klub a Steaua București igazolta le. A Steauat öt bajnoki szezonon keresztül erősítette, ezalatt négy bajnoki címet, egy kupa és két szuperkupa győzelmet ünnepelhetett. 1996-ban a spanyol Mallorca szerződtette, melynek a színeiben egy szezon alatt 34 bajnokin 13 gólt szerzett. A sikeres idény után 1997-ben az Espanyol csapatához távozott, ahol négy szezonon keresztül szerepelt, ezalatt 123 mérkőzésen és 16 gólt ért el. 2001 nyarán a Villarrealhoz szerződött, de a második szezonjában kölcsönadták a másodosztályú Zaragozanak. 2003-ban a szintén másodosztályú Almería igazolta le, melynek a színeiben három évet húzott le. Utolsó szezonjában 40 mérkőzésen lépett pályára. 2006 júniusában, 34 évesen vonult vissza az aktív játéktól.

### A válogatottban
A román válogatottban 1993. szeptember 22-én mutatkozott be egy Izrael elleni barátságos mérkőzésen.
Részt vett az 1996-os és a 2000-es Európa-bajnokságon illetve az 1994-es és az 1998-as világbajnokságon.
A nemzeti csapatban 1993. és 2005 között 68 alkalommal szerepelt és 4 gólt szerzett.

#### Válogatottban szerzett góljai
| Gólok | Dátum                | Helyszín                             | Ellenfél        | Eredmény | Végeredmény | Kiírás               |
| ----- | -------------------- | ------------------------------------ | --------------- | -------- | ----------- | -------------------- |
| 1.    | 1996. április 24.    | Stadionul Ghencea, Bukarest, Románia | Grúzia          | 5–0      | 5–0         | Barátságos           |
| 2.    | 1996. augusztus 31.  | Stadionul Ghencea, Bukarest, Románia | Litvánia        | 3–0      | 3–0         | 1998-as vb-selejtező |
| 3.    | 1997. augusztus 20.  | Stadionul Ghencea, Bukarest, Románia | Észak-Macedónia | 2–0      | 4–2         | 1998-as vb-selejtező |
| 4.    | 1997. szeptember 10. | Stadionul Ghencea, Bukarest, Románia | Izland          | 3–0      | 4–0         | 1998-as vb-selejtező |

### Edzőként
Edzőként a 2009–10-es idényben az  Almería B csapatát irányította, de a gyenge eredmények miatt 2010. január 19-én menesztették.

## Sikerei, díjai
Steaua București
- Román bajnok (4): 1992–93, 1993–94, 1994–95, 1995–96
- Román kupagyőztes (1): 1995–96
- Román szuperkupagyőztes (2): 1993, 1994

Espanyol
- Spanyol kupagyőztes (1): 1999–2000

## Külső hivatkozások
- Constantin Gâlcă Archiválva 2013. szeptember 27-i dátummal a Wayback Machine-ben – a FIFA.com honlapján
- Constantin Gâlcă – a National-football-teams.com honlapján